# Lissonota tarsata
Lissonota tarsata là một loài tò vò trong họ Ichneumonidae.